# آلفرد انگلسن
آلفرد انگلسن (انگلیسی: Alfred Engelsen; ۱۶ ژانویهٔ ۱۸۹۳ – ۱۳ سپتامبر ۱۹۶۶) شیرجه‌رو و ژیمناست هنری اهل نروژ بود.